# Hans-Jörg Detlefsen
Hans-Jörg Detlefsen (* 1963 in Böel, Schleswig-Holstein) ist ein deutscher Marineoffizier und zurzeit im Dienstgrad eines Flottillenadmirals Gruppenleiter 23, verantwortlich für die Bereiche Bundessicherheitsrat und Bundesministerium der Verteidigung im Bundeskanzleramt in Berlin.

## Militärische Laufbahn
Detlefsen trat 1983 in die Bundesmarine ein und wurde zum Marineflieger ausgebildet. Ab 1989 wurde er im Marinefliegergeschwader 2 (MFG 2) auf dem Waffensystem Panavia Tornado eingesetzt, auf dem er bis 2004 über 2000 Flugstunden absolvierte. Im MFG 2 diente er ab 1999 als Staffelkapitän und von 2003 bis 2004 als letzter Kommandeur der Fliegenden Gruppe, bis das MFG 2 außer Dienst gestellt wurde und die Marine ihre Tornados abgab.
Von 1997 bis 1999 nahm er an der Admiralstabsausbildung an der Führungsakademie der Bundeswehr in Hamburg teil, wurde Adjutant des Befehlshabers der Flotte und Referent im Bundesministerium der Verteidigung, bevor er 2004 als Tutor an die Führungsakademie zurückkehrte.
Von 2006 bis 2008 war Detlefsen als Fregattenkapitän einer der Adjutanten des Bundesministers der Verteidigung. Zum Kapitän zur See befördert, wurde er 2008 Referatsleiter beim Deutschen Militärischen Vertreter beim Militärausschuss der Europäischen Union.
2012 kehrte Detlefsen zu den Marinefliegern zurück und wurde Stellvertretender Kommandeur und Chef des Stabes des Marinefliegerkommandos, bevor er im Dezember 2013 dessen Kommandeur wurde. 2016 ging er als Referatsleiter in die Abteilung Politik des Bundesministeriums der Verteidigung. 2017 wechselte er ebenfalls als Referatsleiter in das Bundeskanzleramt. In dieser Funktion leitete er 2018 eine interministerielle Arbeitsgruppe zu hybriden Bedrohungen.
Am 27. Juni 2019 wechselte Detlefsen als Flottillenadmiral ins Allied Maritime Command. Seit Juli 2022 ist er als Nachfolger von Axel Deertz Gruppenleiter 23 im Bundeskanzleramt in Berlin.